# مدار الکترونیکی

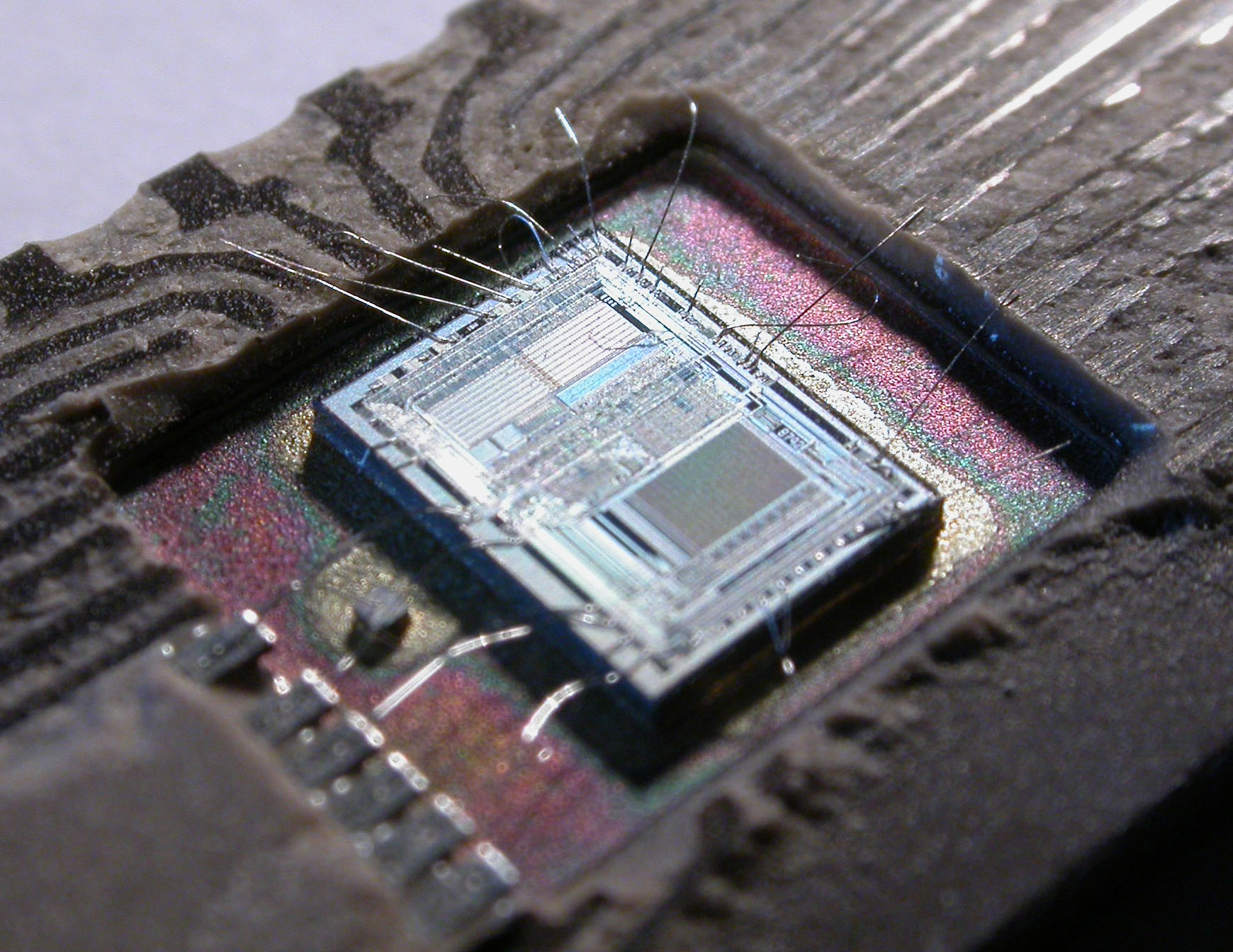
دای (die) مربوط به یک اینتل ۸۷۴۲؛ یک ریزکنترل‌گر ۸ بیتی که شامل واحد پردازش مرکزی (CPU)، ۱۲۸ بایت حافظه دسترسی تصادفی (RAM)، ۲۰۴۸ بایت ئی‌پی‌رام (EPROM) و ورودی/خروجی (I/O) داده بر روی ریزتراشه جریان است.

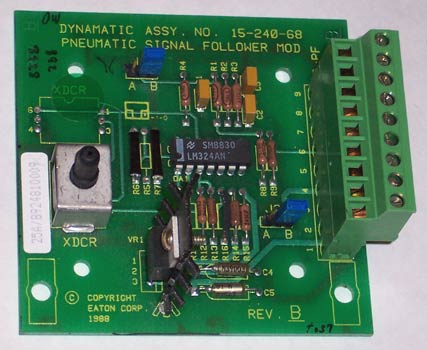
یک مدار ساخته شده بر روی یک برد مدار چاپی (PCB)

مدار الکترونیکی (به انگلیسی: Electronic circuit)، نوعی مدار الکتریکی است که حداقل یک قطعه فعال دارد. این مدار از قطعات الکترونیکی مجزا مانند القاگر، ترانزیستور، خازن، دیود و مقاومت که به وسیله سیم‌های رسانا یا برد مدار چاپی (PCB) به هم وصل شدند تشکیل شده است. ترکیب قطعات و سیم‌ها امکان عملیات مختلف مانند تقویت سیگنال‌ها، انجام محاسبات و انتقال داده‌ها را فراهم می‌کند.
فیبر آزمایش (Breadboard)، برد هزار سوراخ (Perfboard) و بردنواری (Stripboard) برای تست کردن طرح‌های جدید متداول هستند. آن‌ها به طراح اجازه می‌دهند تا در حین ساخت مدار، تغییرات سریع در آن ایجاد کنند.
مدارهای الکترونیکی را می‌توان به مدار آنالوگ، مدار دیجیتال و مدار سیگنال ترکیبی (mixed-signal circuit) تقسیم‌بندی کرد. پرکاربردترین وسیله نیمه هادی در مدارهای الکترونیکی ماسفت (ترانزیستور اثر میدان نیمه هادی-اکسید-فلزی) است.

## مدار آنالوگ
مدارهای الکترونیک آنالوگ مدارهایی هستند که در آنها جریان یا ولتاژ ممکن است به‌طور پیوسته با زمان تغییر کند تا با اطلاعات نمایش داده شده مطابقت داشته باشد.

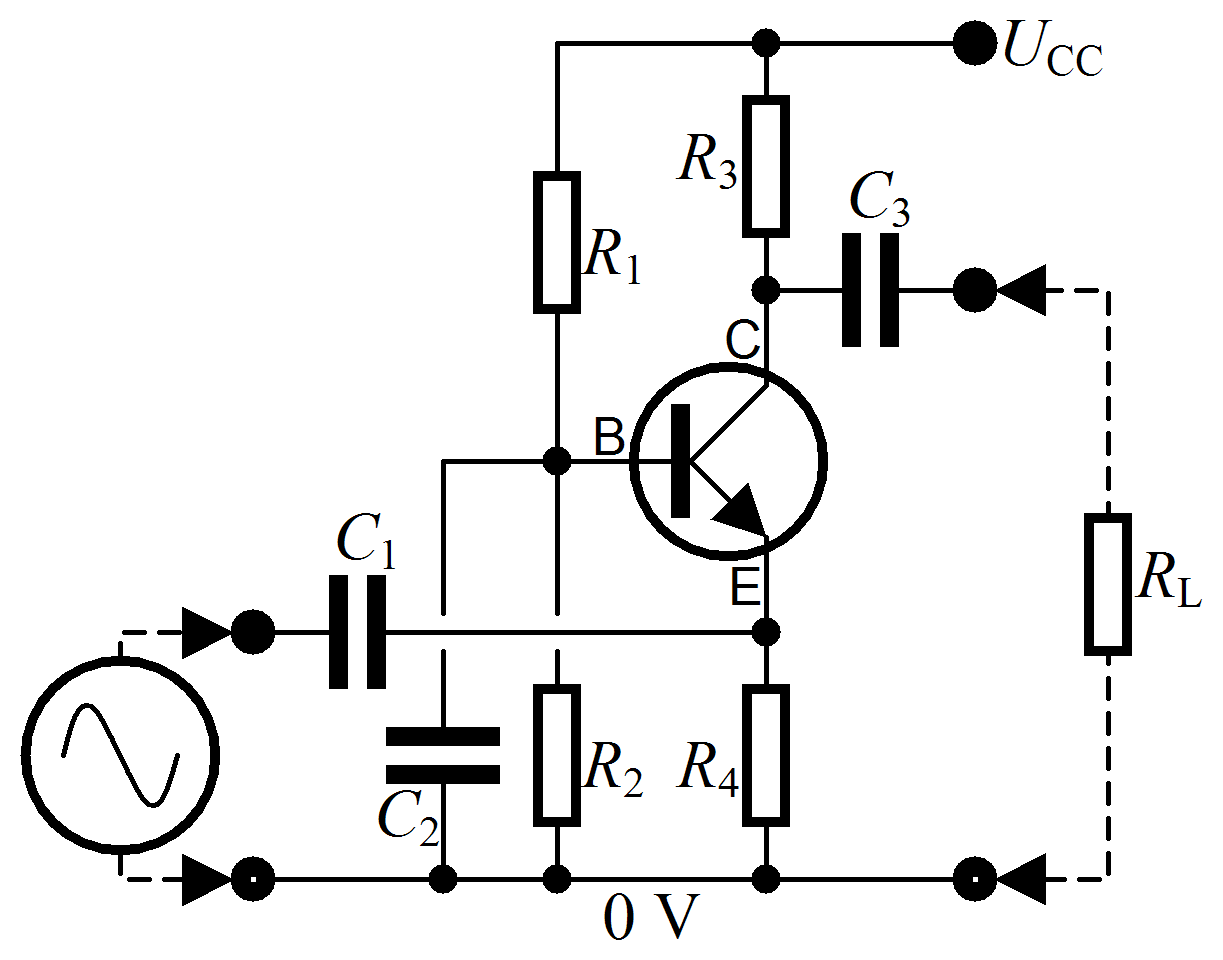
مدار الکترونیکی

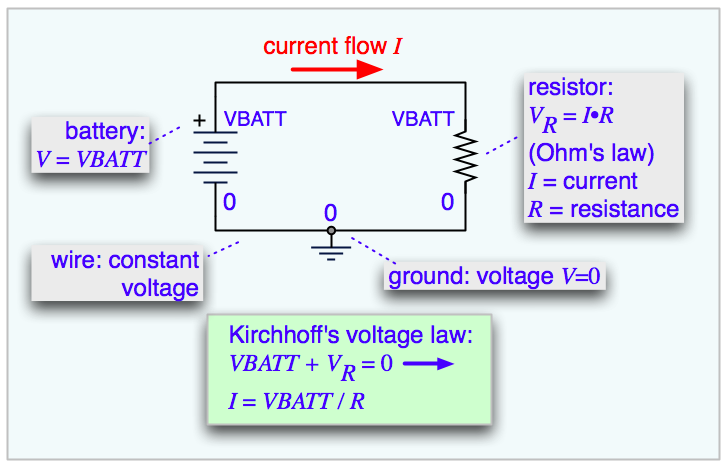
شماتیک ساده ای که سیم‌ها، یک مقاومت و یک باتری را نشان می‌دهد

اجزای اصلی مدارهای آنالوگ عبارتند از سیم، مقاومت (قطعه الکتریکی)، خازن، القاگر (سلف)، دیود و ترانزیستور. مدارهای آنالوگ معمولاً در نمودارهای شماتیک نشان داده می‌شوند که در آنها سیم‌ها به صورت خطوط نشان داده می‌شوند و هر جزء دارای نماد منحصر به فردی است. در تجزیه و تحلیل مدار آنالوگ از قانون‌های مداری کیرشهف استفاده می‌شود: مجموع تمام جریان‌ها در یک گره (محلی که سیم‌ها به هم می‌رسند)، و مجموع ولتاژ اطراف یک حلقه بسته از سیم‌ها صفر می‌باشد. سیم‌ها معمولاً به عنوان اتصالات ولتاژ صفر ایده‌آل در نظر گرفته می‌شوند. هر میزان مقاومت یا راکتانسی با افزودن یک عنصر پارازیتی، مانند یک مقاومت یا القاگر گسسته، به دست می‌آید. اجزای فعال مانند ترانزیستورها اغلب به عنوان منبع جریان یا منبع ولتاژ کنترل شده در نظر گرفته می‌شوند: برای مثال، یک ترانزیستور اثر میدان را می‌توان به صورت یک منبع جریان از سورس به درین با جریان کنترل شده توسط ولتاژ گیت سورس مدل کرد.
در فرکانس بالا، هنگامی که اندازه مدار با طول موج فرکانس سیگنال مربوطه قابل مقایسه باشد، باید از رویکرد پیچیده‌تر مدل عنصر توزیع شده استفاده کرد، سیم‌ها به صورت خطوط انتقال با امپدانس مشخصه اسمی ثابت در نظر گرفته می‌شوند و امپدانس‌ها در ابتدا و انتهای امواج ارسال شده و منعکس شده روی خط را تعیین می‌کنند. مدارهای طراحی شده بر اساس این رویکرد، مدارهای عناصر توزیع شده هستند. چنین ملاحظاتی معمولاً برای بردهای مدار در فرکانس‌های بالاتر از گیگاهرتز مهم می‌شوند. مدارهای مجتمع کوچکتر هستند و می‌توانند به عنوان عناصر توده ای برای فرکانس‌های کمتر از ۱۰ گیگاهرتز یا بیشتر در نظر گرفته شوند.

## مدار دیجیتال
در مدارهای الکترونیک دیجیتال، سیگنال‌های الکتریکی مقادیر گسسته‌ای را برای نمایش مقادیر منطقی و عددی می‌گیرند. این مقادیر نشان دهنده اطلاعاتی هستند که در حال پردازش هستند. در اکثر موارد، رمزگذاری باینری استفاده می‌شود: یک ولتاژ (معمولاً مقدار مثبت‌تر) نشان‌دهنده یک باینری «۱» و ولتاژ دیگر (معمولاً مقداری نزدیک به پتانسیل زمین، ۰ ولت) نشان‌دهنده یک «۰» باینری است. مدارهای دیجیتال از ترانزیستورهای متصل به هم برای ایجاد گیت‌ها یا دروازه منطقی استفاده می‌کنند که عملکردهای منطقی جبر بولی را ارائه می‌دهند: AND, NAND, OR, NOR, XOR و ترکیبی از آنها. ترانزیستورهایی که به یکدیگر متصل شده‌اند تا بازخورد مثبتی ارائه کنند، به عنوان لچ و فلیپ‌فلاپ استفاده می‌شوند، مدارهایی که دو یا چند حالت فراپایدار دارند و تا زمانی که توسط یک ورودی خارجی تغییر نکنند، در یکی از این حالت‌ها باقی می‌مانند؛ بنابراین مدارهای دیجیتال می‌توانند منطق و حافظه را فراهم کنند و آنها را قادر به انجام توابع محاسباتی دلخواه می‌کند. (حافظه مبتنی بر فلیپ فلاپ به عنوان حافظه دسترسی تصادفی ایستا (SRAM) شناخته می‌شود. حافظه مبتنی بر ذخیره شارژ در خازن، حافظه تصادفی پویا (DRAM) نیز به‌طور گسترده استفاده می‌شود)
فرایند طراحی مدارهای دیجیتال اساساً با فرایند مدارهای آنالوگ متفاوت است. هر دروازه منطقی سیگنال رقم دودویی (باینری) را بازسازی می‌کند، بنابراین طراح نیازی به در نظر گرفتن اعوجاج، کنترل بهره، ولتاژهای افست و سایر نگرانی‌های موجود در طراحی آنالوگ ندارد. در نتیجه، مدارهای دیجیتال بسیار پیچیده، با میلیاردها عنصر منطقی که روی یک تراشه سیلیکونی ادغام شده‌اند، می‌توانند با هزینه کم ساخته شوند. چنین مدارهای مجتمع دیجیتالی در همه جا در دستگاه‌های الکترونیکی مدرن مانند ماشین حساب، گوشی‌های تلفن همراه و رایانه‌ها وجود دارند. همان‌طور که مدارهای دیجیتال پیچیده‌تر می‌شوند، مسائل مربوط به تأخیر زمانی، وضعیت رقابتی، اتلاف توان، سوئیچینگ غیر ایده‌آل، بارگذاری روی تراشه و بین تراشه، و جریان‌های نشتی، به محدودیت‌هایی برای چگالی، سرعت و عملکرد مدار تبدیل می‌شوند.
مدارهای دیجیتال برای ایجاد تراشه‌های محاسباتی عمومی، مانند ریزپردازنده، و مدارهای منطقی طراحی‌شده سفارشی، که به عنوان مدارهای مجتمع با کاربرد خاص (ASIC) شناخته می‌شوند، استفاده می‌شود. مدار مجتمع دیجیتال برنامه‌پذیر (FPGA)، تراشه‌هایی با مدار منطقی که پیکربندی آن‌ها می‌تواند پس از ساخت اصلاح شود، نیز به‌طور گسترده در نمونه‌سازی و توسعه استفاده می‌شوند.

## مدار سیگنال ترکیبی
مدارهای سیگنال مختلط یا ترکیبی شامل عناصر مدارهای آنالوگ و دیجیتال هستند. به عنوان مثال می‌توان به مدارهای مقایسه‌کننده، مدارهای زمان‌سنج (تایمرها)، مدارهای حلقه قفل‌شده فاز، مبدل آنالوگ به دیجیتال و مبدل دیجیتال به آنالوگ اشاره کرد. اکثر مدارهای رادیویی و ارتباطات مدرن از مدارهای سیگنال مختلط استفاده می‌کنند. به عنوان مثال، در یک گیرنده، از مدار آنالوگ برای تقویت و تبدیل سیگنال‌ها به فرکانس استفاده می‌شود تا به حالت مناسبی برسند تا به مقادیر دیجیتال تبدیل شوند و پس از آن پردازش سیگنال بیشتر در حوزه دیجیتال انجام شود.

## جهت حرکت برق در مدارات الکتریکی
یکی از سؤالات متداول مبحث مدار الکتریکی این است که جهت حرکت برق در مدارات الکتریکی به چه صورت است. دراین‌خصوص باید بگوییم جریان الکتریسیته از ترمینال مثبت (+) یک باتری به سمت ترمینال منفی (-) حرکت می‌کند. این جهت قراردادی حرکت برق در مدارات الکتریکی است. این جهت در تحلیل مدارهای الکترونیکی کاربرد دارد و شما باید این جهت را به یاد داشته باشید.
اما جهت حرکت واقعی جریان در مدار همان جهت حرکت الکترون‌ها در مدار می‌باشد. این جهت مدت‌ها پس از کشف الکتریسیته پیدا شده است. بااین‌حال، به یاد داشته باشید که از جهت قراردادی در تحلیل مدارهای الکترونیک استفاده می‌شود.

## نمونه سازی

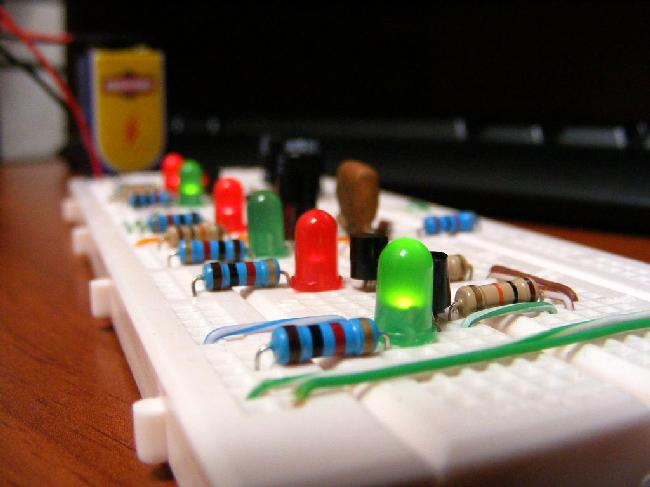
یک نمونه سازی ساده مدار الکترونیک بر روی برید برد

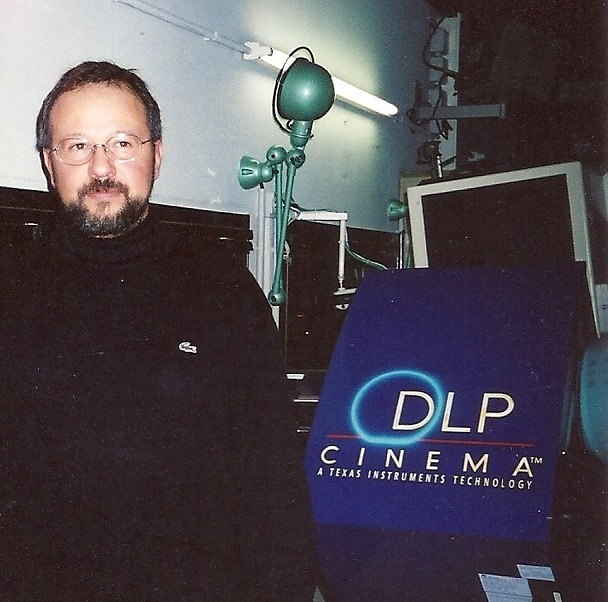
مثالی از یک نمونه سازی اپتوالکترونیک سیستم نمونه سازی سینما دی ال پی تگزاس اینسترومنت

در الکترونیک، نمونه اولیه به معنای ساختن یک مدار واقعی برای یک طرح نظری برای تأیید کارکرد آن و ارائه یک پلت فرم فیزیکی برای اشکال زدایی آن. نمونه اولیه اغلب با استفاده از تکنیک‌هایی مانند سیم گردپیچ (wire wrapping) یا استفاده از برید برد، بردنواری (استریپ برد) یا برد هزار سوراخ ساخته می‌شود، و در نتیجه مداری است که از نظر الکتریکی با طرح اولیه برابر است اما از نظر فیزیکی با محصول نهایی یکسان نیست.
ابزارهای منبع بازمانند فریتزینگ (Fritzing) برای مستندسازی نمونه‌های اولیه الکترونیکی (به ویژه نمونه‌های مبتنی بر برید برد) و حرکت به سمت تولید فیزیکی وجود دارد. پلتفرم‌های نمونه سازی مانند آردوینو نیز کار برنامه‌نویسی و تعامل با یک ریزکنترل‌گر (میکروکنترلر) را ساده می‌کند. توسعه‌دهنده می‌تواند انتخاب کند که اختراع خود را همان‌طور که هست با استفاده از پلتفرم نمونه‌سازی اولیه اجرا کند، یا آن را تنها با تراشه میکروکنترلر و مدارهای مرتبط با محصول خود جایگزین کند.
یک تکنسین می‌تواند با استفاده از این تکنیک‌ها به سرعت یک نمونه اولیه بسازد (و اضافات و اصلاحات ایجاد کند)، اما برای تولید حجمی، تولید انبوه برد مدار چاپی سفارشی بسیار سریع‌تر و ارزان‌تر از تولید این نوع بردهای نمونه اولیه است. گسترش شرکت‌های تولید و مونتاژ PCB سبب شده است که نمونه‌سازی سریع در طراحی مدارهای الکترونیکی به کار گرفته شود. در حال حاضر، حتی با کوچک‌ترین اجزای غیرفعال و بزرگ‌ترین بسته‌های ریز، امکان ساخت، مونتاژ و حتی آزمایش بردها در عرض چند روز وجود دارد.